# Lucien Mettomo
Lucien Mettomo (ur. 19 kwietnia 1977 w Duali), wzrost: 183 cm, waga: 80 kg – piłkarz, występuje na pozycji obrońcy.

## Kariera klubowa
Swoją karierę zaczynał w kameruńskim klubie, o nazwie Ocean Kribi. W 1996 roku zgłosili się po niego działacze AS Saint-Étienne i Mettomo przeniósł się do Francji. Przez sześć lat gry w tym klubie miał okazję spotkać wielu swoich rodaków, między innymi Roudolpha Doualę, Augustine'a Simo, czy Romarina Billonga. Przez pierwsze dwa sezony, Mettomo nie rozegrał ani jednego meczu w zielonych barwach. Dopiero w 1998 roku wskoczył do podstawowego składu i zaliczył 33 spotkania, strzelając w nich aż 7 bramek, co było znakomitym wynikiem, jak na obrońcę. W sezonie 1998/1999 Saint-Étienne awansowało do Ligue 1, zajmując pierwsze miejsce w drugiej lidze, a sezon później, jako beniaminek, Mettomo i spółka ukończyli sezon na 6. miejscu. Sezon 2000/2001 St. Étienne zaczynało z 7 punktami ujemnymi, co było karą za grę na fałszywych papierach dwóch piłkarzy, Maxima Levitskyego i Alexa. „Zieloni” nie zdołali uchronić się przed spadkiem z Ligue 1, zajmując 17. miejsce w lidze. Mettomo na zapleczu zagrał tylko 5 meczów, a w październiku 2001 zgłosili się po niego działacze Manchesteru City i Lucien za £1 500 000 zmienił barwy klubowe. W Manchesterze debiutował w przegranym 0:6 meczu z Birmingham City. Swoją twardą i nieustępliwą grą zyskał sobie zaufanie kibiców. Manchester City wywalczył awans do Premiership w sezonie 2001/2002, zajmując pierwsze miejsce w League Championship. W najwyższej klasie rozgrywkowej, Kameruńczyk rozegrał zaledwie 4 mecze. Debiutował w przegranym 0:2, wyjazdowym meczu z Southamptonem, zaliczając pierwsze 37 minut meczu. Latem dostał wolną rękę w poszukiwaniu klubu. Zgłosili się po niego działacze 1. FC Kaiserslautern i za £500 000 Mettomo został „Czerwonym Diabłem”. Debiutanckim meczem w barwach FCK było spotkanie DFB-Pokal z Eintrachtem Brunszwik, przegrane 1:4. Natomiast debiut w Bundeslidze Mettomo zaliczył w 5 kolejce, w meczu z Freiburgiem. Pierwszą bramkę Kameruńczyk zdobył w meczu z Hamburgerem SV, w 37 minucie, otwierając wynik spotkania. W Kaiserslautern spędził 2,5 sezonu, a w przerwie zimowej 2005/2006 przeniósł się do Turcji, by reprezentować barwy Kayserisporu. Łącznie w Bundeslidze rozegrał 41 meczów, strzelając 2 bramki. W klubie z miasta Kayseri pograł przez pół sezonu. Obecnie występuje w barwach drugoligowego szwajcarskiego zespołu, FC Luzern. W 2007 roku odszedł do Southampton F.C., ale nie rozegrał tam żadnego spotkania. W latach 2008–2009 grał w PAE Werii, a od 2009 roku pozostaje bez przynależności klubowej.

## Kariera reprezentacyjna
Mettomo w 2002 roku zdobył z reprezentacją Kamerunu złoty medal na Pucharze Narodów Afryki, wygrywając w finale z Senegalem 3:2, dopiero po serii rzutów karnych. Jeszcze w tym samym roku Mettomo pojechał na Mistrzostwa Świata do Korei i Japonii. Jednak podczas tego turnieju był rezerwowym i nie zagrał ani minuty. Po Mundialu, w 2003 roku Mettomo z reprezentacją „Nieposkromionych Lwów” zdobył drugie miejsce w Pucharze Konfederacji, przegrywając w finale z Brazylią 0:1, po dogrywce. Lucien wziął udział w Pucharze Narodów Afryki 2004, a jego reprezentacja odpadła w ćwierćfinale z Nigerią, przegrywając 1:2. Mettomo rozegrał 3 spotkania podczas eliminacji do Mistrzostw Świata 2006, jednak Kamerunowi nie udało się do nich zakwalifikować.
| Sezon   | Klub                 | Kraj       | Flaga      | Rozgrywki         | Mecze | Bramki |
| ------- | -------------------- | ---------- | ---------- | ----------------- | ----- | ------ |
| 1995    | Ocean Kribi          | Kamerun    | Kamerun    | Première Division | ?     | ?      |
| 1996    | Ocean Kribi          | Kamerun    | Kamerun    | Première Division | ?     | ?      |
| 1996/97 | AS Saint-Étienne     | Francja    | Francja    | Ligue 2           | 0     | 0      |
| 1997/98 | AS Saint-Étienne     | Francja    | Francja    | Ligue 2           | 0     | 0      |
| 1998/99 | AS Saint-Étienne     | Francja    | Francja    | Ligue 2           | 33    | 7      |
| 1999/00 | AS Saint-Étienne     | Francja    | Francja    | Ligue 1           | 26    | 1      |
| 2000/01 | AS Saint-Étienne     | Francja    | Francja    | Ligue 1           | 17    | 1      |
| 2001/02 | AS Saint-Étienne     | Francja    | Francja    | Ligue 2           | 5     | 0      |
| 2001/02 | Manchester City      | Anglia     | Anglia     | Division One      | 23    | 1      |
| 2002/03 | Manchester City      | Anglia     | Anglia     | Premiership       | 4     | 0      |
| 2003/04 | 1. FC Kaiserslautern | Niemcy     | Niemcy     | Bundesliga        | 16    | 1      |
| 2004/05 | 1. FC Kaiserslautern | Niemcy     | Niemcy     | Bundesliga        | 16    | 1      |
| 2004/06 | 1. FC Kaiserslautern | Niemcy     | Niemcy     | Bundesliga        | 9     | 0      |
| 2005/06 | Kayserispor          | Turcja     | Turcja     | Superliga         | ?     | ?      |
| 2006/07 | FC Luzern            | Szwajcaria | Szwajcaria | Challenge League  | 25    | 2      |
| 2007/08 | Southampton F.C.     | Anglia     | Anglia     | Championship      | 0     | 0      |
| 2008/09 | PAE Weria            | Grecja     | Grecja     | Beta Ethniki      | 6     | 0      |